# 广州市白云区人民医院

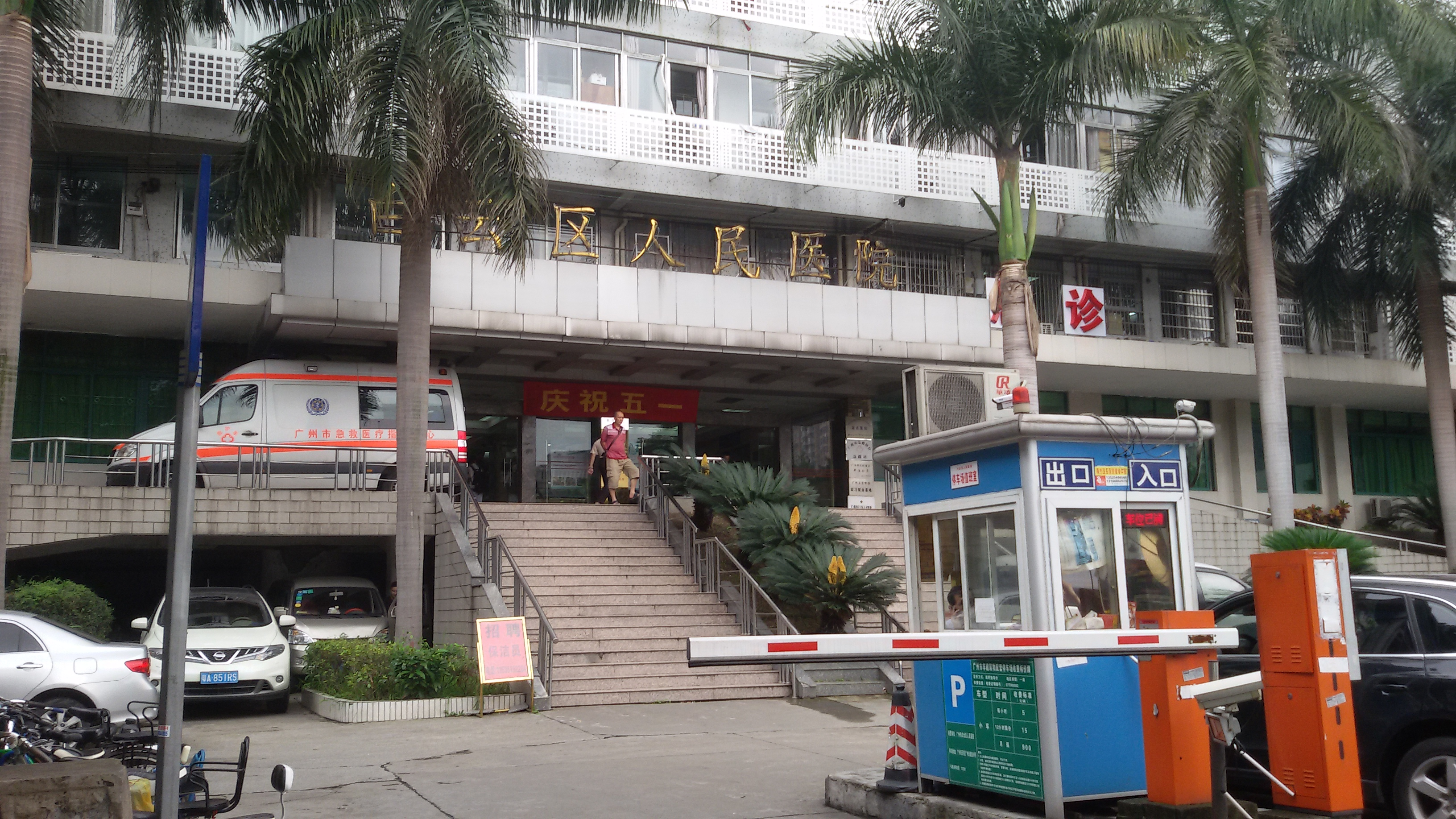
广州市白云区人民医院旧址

广州市白云区人民医院（曾用名：南方医科大学南方医院白云分院）是一座三级甲等综合医院，位于中华人民共和国广东省广州市白云区黄石街道元下底路23号，编制床位1600张。

## 历史
1959年9月30日，广州市郊区人民政府以沙河人民公社卫生院为基础，合并五山、石牌两个诊所组建“广州市郊区中心医院”，并于1967年8月进行第二次搬迁，1987年改为现名。1993年，医院被评为“二级甲等医院”，并于2018年4月25日被评为“三级医院”。2025年1月21日，医院被评为“三级甲等医院”，并于同年6月19日悬挂相关牌匾。

### 黄石院区
- 2017年7月12日，广州市白云区人民医院黄石院区一期工程正式开工[9][10]。
- 2019年7月31日，广州市白云区人民医院黄石院区一期工程实现主体结构封顶[11]。
- 2020年12月18日，广州市白云区人民医院黄石院区正式开业[12]。

### 沙河院区
“广州市白云区人民医院沙河院区”是广州市白云区人民医院的旧址，位于广州市天河区沙河街道西街社区广州大道中1305号。该院区已在2025年3月26日关闭，随后变为“南方医科大学口腔医院（广东省口腔医院）沙河院区”。